# Evaldas Džiaugys
Evaldas Džiaugys (Raseiniai, 26 de setembro de 1996) é um jogador de basquete lituano.

## Carreira
Džiaugys compete, a nível de clube, na equipe da NKL Šakių Vytis-VDU.
Em 2018, junto com a seleção masculina de basquete 3x3 da Lituânia, estreou no Campeonato Europeu e conquistou o 21º lugar. Em 2019, conquistou o 9º lugar no Campeonato Mundial junto com a seleção nacional. Em 2022, no Europeu, o atleta ficou a um fio da premiação e conquistou o 4º lugar. Em 2023, os lituanos conquistaram as medalhas de prata do Campeonato Europeu.
Nos Jogos Olímpicos de Verão de 2024, em Paris, conquistou a medalha de bronze no torneio masculino do basquetebol, após vencer confronto contra a equipe letã por 21–18 na decisão do terceiro lugar, ao lado de Šarūnas Vingelis, Gintautas Matulis e Aurelijus Pukelis.